# Murali Karthikeyan
Dans ce nom indien, Murali est le nom du père et Karthikeyan est le nom personnel.
Murali Karthikeyan est un joueur d'échecs indien né le 1er mai 1999 à Thanjavur.
Au 1er avril 2018, il est le neuvième joueur indien et le 179e joueur mondial avec un classement Elo de 2 617 points.

## Biographie et carrière

### Compétitions de jeunes
Karthikeyan a remporté le championnat du monde d'échecs de la jeunesse dans les catégories moins de 12 ans (en 2011) et moins de 16 ans (en 2013).

### Champion d'Inde
Grand maître international depuis 2015, Karthikeyan remporta le championnat indien en 2015 et 2016.
En mars 2018, il finit deuxième ex æquo de la huitième coupe HDBank au Vietnam (avec 7 points sur 9) et 29e de l'Open Aeroflot A (avec 5 points sur 9).
En juin 2019, il remporte la médaille d'argent lors du championnat d'Asie d'échecs.

### Coupe du monde
Karthikeyan a participé à la Coupe du monde d'échecs 2017 à Tbilissi où il fut éliminé au premier tour par Francisco Vallejo Pons.

### Compétitions par équipe
Karthikeyan a remporté les olympiades des moins de 16 ans par équipe en 2013 et 2014.
Lors de l'Olympiade d'échecs de 2016, il était l'échiquier de réserve de l'équipe d'Inde qui finit quatrième.
En 2017, il participa au championnat du monde d'échecs par équipes au troisième échiquier de l'équipe d'Inde qui finit quatrième de la compétition.